# Stay Hungry
Stay Hungry (no Brasil: O Guarda Costas ) é um filme de comédia dramática estadunidense de 1976 dirigido por Bob Rafelson, com roteiro de Charles Gaines (adaptado de sua novela de 1972 de mesmo nome). 
A história centra-se em um jovem de Birmingham (Alabama), interpretado por Jeff Bridges, que está envolvido em um acordo desonesto. A fim de fechar o acordo, ele precisa comprar uma academia para completar um lote multi-parcelado. Quando ele visita a academia, no entanto, vê que está romanticamente interessado na recepcionista (Sally Field) e esboça um estilo de vida despreocupado, como o do fisiculturista austríaco "Joe Santo" (Arnold Schwarzenegger) que está treinando para a competição de Mr. Universo.